# Siegfried Scholtyssek
Siegfried Scholtyssek (* 31. Januar 1924 in Guben Provinz Brandenburg; † 22. Juni 2005 in Stuttgart) war ein Agrarwissenschaftler, Tierzüchter und Geflügelzuchtwissenschaftler.

## Biographie
Scholtyssek studierte nach dem Zweiten Weltkrieg Landwirtschaft an der Universität Kiel und promovierte hier zum Dr. agr. Nach kurzer Tätigkeit in Versuchshöfen wurde er 1956 wissenschaftlicher Assistent von Professor Kirsch am Institut für Tierzuchtlehre der Landwirtschaftlichen Hochschule Hohenheim und übernahm die Leitung der Landesgeflügelanstalt. In den folgenden Jahren war er zunächst als Lehrbeauftragter tätig, habilitierte sich 1961 für das Fach „Tierzucht mit besonderer Berücksichtigung der Geflügelzucht und    -haltung“ und erhielt 1964 die Ernennung zum Wiss. Rat, 1967 zum apl. und 1971 zum ord. Professor für Kleintierzucht.
In seiner Hohenheimer Zeit hat er sich insbesondere der Forschung auf den Gebieten der Geflügelhaltung sowie der Ei- und Geflügelfleischqualität gewidmet, die er in einem vorherigen Aufenthalt in den USA studiert hatte. Daneben machte er die Verhaltensforschung beim Geflügel zu einem wesentlichen Bestandteil der Kleintierforschung. Scholtyssek hat sich besondere Verdienste in der Deutschen Gruppe der WPSA (World’s Poultry Science Association) sowie 1980 bis 1998 als Schriftleiter des „Archivs für Geflügelkunde“ erworben. Er veröffentlichte über 100 Publikationen, zahlreiche Tagungsbeiträge und Lehrbücher. Er war ein gesuchter Gutachter in nationalen und internationalen Gremien sowie ein anerkanntes Mitglied in den Ausschüssen der Deutschen Landwirtschafts-Gesellschaft, des Verbands der Landwirtschaftskammern sowie der Welternährungsorganisation FAO. Dem Institut für Tierhaltung und Tierzüchtung seiner Universität stand er zeitweilig als Geschäftsführender Direktor vor. 1989 wurde er emeritiert. Die ungarische Pannon-Agraruniversität Keszthely verlieh ihm die Ehrendoktorwürde.

## Hauptwerk
- Handbuch der Geflügelproduktion insbes. Nutz- und Ziergeflügel (mit P. Doll), 1978.
- Das Huhn in der Kunst, Verlag Ulmer, 2002.